# Egham
Egham ist eine kleine Stadt in der Grafschaft Surrey im Südosten von England. Sie liegt südwestlich von London und nahe der Londoner Ringautobahn M25. Das Schloss Windsor etwa erreicht man von Egham aus zu Fuß in einer Stunde.
Egham gehört zum großstädtischen Einzugsbereich von London. Verwaltungsmäßig ist die Stadt dem Borough of Runnymede zugeordnet. In der Nähe von Runnymede wurde 1215 die Magna Carta unterzeichnet. 
Das Royal-Holloway-College der Universität von London befindet sich in Egham. Im Jahr 2005 waren hier etwa 6600 Studenten immatrikuliert.

Das Royal Holloway College liegt auf dem „Egham Hill“, ca. 1 km vom Stadtzentrum entfernt

## Söhne und Töchter der Stadt
- Frederick James Furnivall (1825–1910), Philologe
- Hugh Reginald Haweis (1838–1901), Schriftsteller
- Beryl Cook (1926–2008), Malerin naiver Kunst
- Steve Lillywhite (* 1955), Musikproduzent